# Pierre Lévêque (homme politique)
Pour les articles homonymes, voir Pierre Lévêque et Lévêque.
Pierre Jean Lévêque, né le 18 avril 1757 à Saint-Martin-de-Cambes (Calvados) et mort le 8 juin 1805 à Hubert-Folie, est un homme politique français.

## Biographie
Médecin et professeur, puis chargé de fonctions administratives au département, il est député du Calvados de 1799 à 1805. Nommé le 3 mars 1800 préfet du Finistère, il obtient de Napoléon la permission de rester dans le Calvados.